# South Stoke (Oxfordshire)
South Stoke – wieś w Anglii, w hrabstwie Oxfordshire, w dystrykcie South Oxfordshire. Leży 25 km na południe od Oksfordu i 70 km na zachód od Londynu. W 2001 miejscowość liczyła 458 mieszkańców.